# HD177338
HD177338 — хімічно пекулярна зоря спектрального класу B9, що має видиму зоряну величину в смузі V приблизно  9,3.
Вона  розташована на відстані близько 7955,0 світлових років від Сонця.

## Пекулярний хімічний склад
Зоряна атмосфера HD177338 має підвищений вміст 
Si
.